# 第7空軍野戰師 (德國國防軍)
第7空軍野戰師（德語：7. Luftwaffen-Felddivision）是納粹德國國防軍空軍的一個空軍野戰師。該師於1942年9月在波美拉尼亞的格羅博恩軍事訓練區成立組建。其成員由德國空軍地面人員冗餘組成。1942年11月底部署在德蘇戰線南段。
在奇爾河戰鬥期間，他們加入了第48裝甲軍，該軍幾乎全軍覆沒後，該師終於在1943年5月撤軍後解散。
第7空軍野戰師殘部後被轉移至空軍第15野戰師。

## 註腳
1. ↑  Mitcham（2007年）